# Mein Sohn Helen
Mein Sohn Helen ist ein von Gregor Schnitzler inszenierter deutscher Fernsehfilm des Genres Dramedy aus dem Jahr 2015 über eine „transidente“ Jugendliche. Das Drehbuch schrieb Sarah Schnier.

## Inhalt
Der 16-jährige Finn Wilke lebt in Berlin bei seinem alleinerziehenden Vater Tobias, dessen Frau drei Jahre zuvor bei einem Fahrradunfall gestorben ist. Der Vater entlässt Finn für ein Auslandsjahr bei seiner Tante in San Francisco. Als Tobias den jetzt 17-Jährigen ein Jahr später wieder vom Flughafen abholen will, steht ihm eine junge Dame namens Helen gegenüber, in der er langsam sein Kind wiedererkennt. Ihrem Vater eröffnet Helen, dass sie sich schon immer im falschen Körper gefühlt habe, und später stellt sich heraus, dass sowohl seine verstorbene Mutter als auch die Vertrauenslehrerin Diana Calis von Helens/Finns Schicksal gewusst haben. Der Auslandsaufenthalt war geplant, damit Helen endlich ihre wahre Geschlechtsidentität leben kann. Sie begann bereits vorher mit einer Hormonersatztherapie, welche die geschlechtliche Entwicklung in der Pubertät hinauszögern sollte. Die weiteren Schritte der Geschlechtsanpassung geschehen in San Francisco. Durch die Einnahme von weiblichen Hormonpräparaten erwartet sie damit in ihrer Zukunft eine verspätete weibliche Pubertät, gefolgt von der geschlechtsangleichenden Operation.
Das Umfeld der 17-Jährigen hat Probleme, mit der ungewohnten Situation umzugehen. Vor allem Vater Tobias kann nicht verstehen, weshalb er nie eingeweiht wurde. Auch in der Schule erlebt Helen ein heftiges Mobbing gegen sich. Ihre Großeltern werfen ihrem Vater vor, dass er mit seiner zu weichen Erziehung für das Missraten des „Sohnes“ verantwortlich sei.
Nach einem wilden nächtlichen Streifzug mit ihren Freundinnen, welcher auf einer Polizeiwache endet, schaltet sich das Jugendamt ein, um die ungeordneten Verhältnisse um Helens Geschlechtszuordnung genauer zu untersuchen. Auch eine Einweisung in die Psychiatrie droht. Um den nun auftauchenden Problemen aus dem Weg zu gehen und auch, um ihren Vater vor behördlicher Unbill zu schonen, entschließt sich Helen, wieder als Finn zu leben. Das steht sie jedoch nicht lange durch: Helen rastet in ihrer erzwungenen Männerrolle aus, und so scheint der Film zunächst ein tragisches Ende zu nehmen. Doch durch die Unterstützung des Vaters findet Helen wieder zu sich. Zum Ende des Films wird ein weiteres Jahr übersprungen: Helen lebt nun endgültig, von ihren Freunden akzeptiert, ihre Identität. Tobias findet in der Vertrauenslehrerin seine neue Partnerin, und alle Probleme scheinen überwunden zu sein.

## Hintergrund
Der Film wurde von der Berliner Ninety-Minute Film GmbH im Auftrag der ARD Degeto produziert. Produzent war Ivo-Alexander Beck. Die Dreharbeiten fanden in Berlin und Umgebung statt. Im Fernsehen lief Mein Sohn Helen erstmals am 24. April 2015 im Ersten. Bei dieser Ausstrahlung im Hauptabendprogramm erreichte der Film mit 3,43 Millionen Zuschauern und 12 Prozent Marktanteil für den Sendeplatz solide Quoten.

## Rezeption

### Kritiken
„Abgesehen von der schwülstig in Szene gesetzten Musik ist die Annäherung an die Materie zunächst eine behutsame, positive Überraschung. Regisseur Gregor Schnitzler inszeniert Helen als Person, die erhobenen Hauptes ihr neues/altes Ich ihrer Umwelt präsentieren möchte. Was dabei leider auf der Strecke bleibt wird, ist eine tiefergehende Essenz. Mit Aussagen wie: ‚Ich leb jetzt als Mädchen‘, und der gelegentlichen Verwechslung von ‚geschlechtsangleichender Operation‘ und ‚Geschlechtsumwandlung‘ ohne die Klärung beider Begriffe bleibt eine seltsame Belangslosigkeit zurück. Die Grundproblematik wird für eine Zielgruppe angerissen, die bisher keine Berührungspunkte mit dem Thema sex und gender haben. Für alle anderen hat er möglicherweise triggernde Inhalte.“

„Reichlich Sympathien verspielt Mein Sohn Helen dann am Schluss, als der unbedingte Wille der Macher durchschlägt, keinen Problemfilm zu machen, höchstens einen Problemchenfilm. Bei einer Gartenparty haben sich alle Konflikte in Wohlgefallen aufgelöst.“

„Jannik Schümann spielt keine einfache Rolle. Er gibt die Helen mit einer Mischung aus geborgter Stärke und irritierend verhuschter Kaninchenhaftigkeit. Vielleicht auch, weil Helen selbst in ihrer femininen Rolle noch nicht ganz angekommen ist.“ […] Überambitioniert entfalte sich „ein modellhaftes Gesellschaftspanorama. Jede Geste und jeder Satz klingt wie aus einer entsprechenden Broschüre abgelesen. Jedes nur mögliche Problem wird angerissen, um seiner wünschenswertesten Lösung zugeführt werden zu können“

„Der Film […] nähert sich respektvoll dem Thema Geschlecht und sexuelle Identität. Er zeigt die unsicheren, verzweifelten, manchmal aber auch aggressiven Reaktionen derer darauf, die gern alles so belassen möchten, wie es immer schon war. Aber selbst die, die sich an Helens Seite stellen, stoßen irgendwann an ihre Grenzen. […] Jannik Schümann gelingt es, eine Jugendliche zu zeigen, die verunsichert, aber auch entschlossen ein neues Leben beginnt.“

„Manches gesellschaftliche Klischee mag nerven, manch politisch korrekte Lösung schwer erträglich sein: Mein Sohn Helen bleibt trotzdem eine Errungenschaft. Ein bisschen Lehrbuch ist in diesem Fall vielleicht sogar nicht schlecht. Der Film erklärt die schwierige rechtliche Lage, gerade von Minderjährigen, die wissen, dass sie im falschen Körper leben. Er zeigt, wie wenig sie bestimmen können, wenn es um ihren Namen oder eine Hormonbehandlung geht. Es war sicher nicht jeder Zuschauerin bewusst, wie vielen psychologischen Tests sich transidente Menschen unterziehen müssen.“